# RMS Caronia
«Карония» (RMS Caronia) — британский пассажирский лайнер компании «Кунард Лайн» (Cunard Steamship Line Shipping Company).

## История создания
С наступлением ХХ-го столетия, Великобритания больше не была доминирующей морской державой. Германская империя ввела в строй суперлайнер «Кайзер Вильгельм дер Гроссе» в 1897 году, и отобрала Голубую ленту Атлантики «Лукании» Кунард Лайн. Другие немецкие суда последовали по следу «Кайзера», и Лентой в 1905 году владели два новых немецких судна: «Кайзер Вильгельм II», Северогерманского Ллойда, «Дойчланд» HAPAG.
Однако Кунард Лайн уже планировала возвращение приза. Руководство взяло ссуду у британского правительства на постройку двух новых судов, которые будут самыми большими, самыми роскошными и, прежде всего, самыми быстрыми. Ими станут Лузитания и Мавритания.
Чтобы легко забрать ГЛА, новый дуэт «Кунард Лайн» должен был бы развивать скорость, по крайней мере, в 24.5 узлов. Так как два лайнера были беспрецедентных размеров, были сомнения, что стандартные паровые машины будут в состоянии развить достаточную мощность и достигнуть той высокой скорости. «Кунард Лайн» уже рассматривала использование турбинных двигателей в их новом дуэте, но прежде турбины не использовались на судах такого размера, «Кунард Лайн» должна была сделать своего рода тест перед принятием заключительного решения. 
Ответ лежал в строительстве двух новых судов. Они были бы идентичными, единственным различием были бы их двигатели. Одно судно было бы оснащено паровыми машинами, а другое — турбинами.

## Строительство, первые рейсы

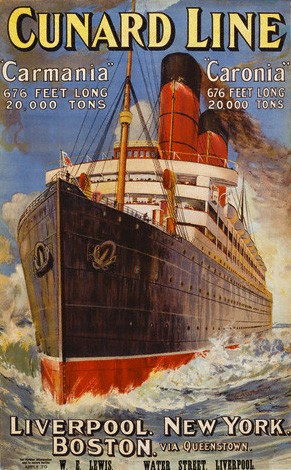
Рекламный плакат Кармании и Каронии 1905 года

Оба судна были заказаны судостроительной фирме «John Brown and Co. Ltd.». Первым из этих двух судов было «старомодное». Спущенное на воду 13 июля 1904 года, новое судно окрестили «Карония». В 19,524 тонн, она была самым большим судном Кунард Лайн.
Поскольку она была самым большим судном флота Кунард Лайн, новая «Карония» была, конечно, поставлена на линию в Ливерпуль-Нью-Йорк. Она не была рекордсменом, «Кунард Лайн» ожидала этого от «Лузитании» и «Мавритании». Однако, «Карония» могла поддерживать скорость в 18 узлов, делая её время пересечения океана весьма приемлемым.
25 февраля 1905 года «Карония» покинула Ливерпуль, чтобы совершить своё первое плавание в Нью-Йорк. Рейс прошёл без происшествий. Но во время её третьего рейса, «Карония» села на мель у Сэнди Хук. Серьёзного ущерба судну это не нанесло, помимо задержки. Но «Кунард Лайн» все ещё имела причины радоваться, так как четыре дня назад спустили на воду «Карманию», оснащённую турбинами.
2 декабря 1905 года «Кармания» отправилась в свой первый рейс из Ливерпуля в Нью-Йорк. Она легко превысила скорость своей сестры более чем на два узла. Успех был очевиден. «Кармания» была и быстрее и более экономична чем «Карония», и на вопрос о двигателях «Лузитании» и «Мавритании» теперь был получен ответ — оба судна будут приводиться в движение турбинами.
«Карония» не могла быть оснащена турбинами после этого открытия: преобразование было бы слишком сложным и дорогим. Однако её паровые машины четырёхкратного расширения работали хорошо, и не было никакой причины снимать её с линии. Она была оставлена на нью-йоркском маршруте, и безупречно обслуживала его до начала Первой мировой войны. Первое ледовое предупреждение на борт «Титаника» поступило в 9:00 именно с «Каронии», оповещавшей о ледяных полях и скоплении айсбергов и гроулеров (ледяных обломков). Капитан Смит подтвердил получение сообщения, но ледовое предупреждение не спасло лайнер. В ночь с 14 на 15 апреля 1912 года «Карония» получила сигнал SOS с тонущего «Титаника», но прийти на помощь гибнущему судну не смогла — к тому времени она была слишком далеко от места столкновения, и её участие ограничилось ретрансляцией сигналов с гибнущего лайнера на «Балтик» и обратно.

## Военная карьера
Как и многие другие лайнеры того времени, «Карония» была построена с расчётом на то, что её можно будет реквизировать и переоборудовать как Вооружённый Коммерческий крейсер в случае войны. Когда прогремели первые выстрелы Первой мировой войны,  «Карония» была отправлена в Ливерпуль для переоборудования во вспомогательный крейсер. Работа была закончена 8 августа 1914 года, и Королевский флот реквизировал судно.
На третий день военной службы, переделанная «Карония» захватила немецкий барк «Одесса». Судно было передано в Галифакс, где она несла службу следующие шесть месяцев, патрулируя воды вне нью-йоркской гавани.
«Карония» выполнила эту задачу, перенеся только один несчастный случай, когда она столкнулась с шестимачтовой шхуной «Эдвард Б. Винслоу». К счастью, никто не погиб при столкновении, и эти два судна были только немного повреждены. В мае 1915 года, «Карония» вернулась в Ливерпуль для полной перестройки. 7 августа 1916 года судно вернули Кунард Лайн. Лайнер был отремонтирован, но тут же реквизирован британским правительством. Судно стали использовать как военный транспорт между Галифаксом и Ливерпулем на протяжении войны. Когда в 1918 году был подписан мир, «Карония» продолжала перевозить канадские войска, но уже домой.

## Послевоенная карьера

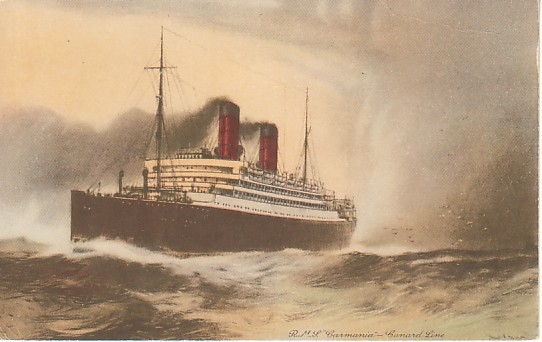
Кармания. Работа неизвестного художника

2 сентября 1919 года, «Карония» совершила своё первое послевоенное плавание между Лондоном и Галифаксом. Её отремонтировали в 1920 году, чтобы обслуживать канадский и нью-йоркский маршруты.
В 1926 году «Карония» прошла ещё одну модернизацию, в которой её пассажировместимость была уменьшена до 1 200. Это было сделано, главным образом, чтобы она больше подходила для зимних круизов. «Каронию» отправляли в круизы между Нью-Йорком и Гаваной в зимние сезоны, а летом она по-прежнему ходила через Северную Атлантику.
В 1930-х пароходства всего мира страдали от Великой Депрессии, вызванной Большим Крахом 1929 года. «Карония» и её сестра «Кармания» были довольно старыми судами. В январе 1932 года «Карония» была продана на слом компании «Hughes Bocklow and Co.», которая по некоторым причинам тогда перепродала её японской фирме. «Карония» была переименована в «Taiseiyo Maru» для её последнего рейса в Осаку, где она была порезана на металл. К концу 1933 года «Каронии» уже не стало.

## Роль судна в истории «Титаника»
«Карония» и однотипная «Кармания» обслуживали пассажирскую линию Ливерпуль — Куинстаун — Нью-Йорк.
В 1912 году «Карония» была одним из судов, которые предупреждали «Титаник» о ледяных полях, однако к предупреждениям не прислушались.